# Estación de Cantaelgallo
Cantaelgallo es un apeadero ferroviario situado al sur del municipio español de Dos Hermanas. Forma parte de la línea C-1 de Cercanías Sevilla operada por Renfe. 

## Situación ferroviaria
Se encuentra en el punto kilométrico 16,6 de la línea férrea de ancho ibérico que une Alcázar de San Juan y Cádiz. El kilometraje toma como punto de partida la ciudad de Sevilla, ya que este trazado va unido a la línea Sevilla-Cádiz posteriormente integrada por Adif en la ya mencionada línea Alcázar de San Juan-Cádiz. El tramo es de vía doble y está electrificado.

## La estación
El recinto fue inaugurado en 2003 para mejorar el servicio dentro del municipio de Dos Hermanas. Las instalaciones cuentan con dos andenes laterales cubiertos a los que acceden dos vías.  

## Servicios ferroviarios

### Cercanías
La estación está integrada dentro de la Línea C-1 de la red de Cercanías Sevilla. La frecuencia media es de un tren cada 30 minutos. En general, el trayecto entre Cantaelgallo y el centro de Sevilla se realiza en 19 minutos.
| procedencia/destino | < estación   | Línea | estación > | destino/procedencia |
| ------------------- | ------------ | ----- | ---------- | ------------------- |
| Lora del Río        | Dos Hermanas |       | Utrera     | UtreraLebrija       |